# Konstruktion (Zeitschrift)
Konstruktion (Nebentitel Zeitschrift für Produktentwicklung und Ingenieur-Werkstoffe) ist eine vom Verein Deutscher Ingenieure herausgegebene Fachzeitschrift. Schwerpunktthemen sind Maschinenelemente, Verbindungstechnik, Antriebstechnik, C-Techniken (CAD, CIM usw.), Fluidtechnik, Automatisierung und Ingenieurwerkstoffe. Sie ist das offizielle Organ der VDI-Gesellschaft Produkt- und Prozessgestaltung (VDI-GPP) sowie der VDI-Gesellschaft Materials Engineering (VDI-GME). Zur Zielgruppe gehören laut Zeitschrift „Konstruktionsleiter, Konstrukteure, Versuchs- und Entwicklungsingenieure im Maschinen-, Apparate- und Fahrzeugbau“.
Von Konstruktion erscheinen im Jahr elf Ausgaben; darin enthalten sind drei Doppel- und zwei Sonderausgaben. Die Zeitschrift wird durch die VDI Fachmedien GmbH & Co. KG verlegt. In ihr ist im Jahr 2000 die Zeitschrift Ingenieur-Werkstoffe aufgegangen.